# Smedseröd
Smedseröd – miejscowość (tätort) w Szwecji, w regionie administracyjnym (län) Västra Götaland, w gminie Uddevalla.
Według danych Szwedzkiego Urzędu Statystycznego liczba ludności wyniosła: 245 (31 grudnia 2015), 303 (31 grudnia 2018) i 315 (31 grudnia 2019).